# Frayser Boy
Frayser Boy, nom de scène de Cedric Coleman, né un 21 février à Memphis (Tennessee), est un rappeur américain.
Il reçoit l'Oscar de la meilleure chanson originale en 2006 en tant que parolier de la chanson It's Hard out Here for a Pimp.

## Biographie
Cedric Coleman naît un 21 février à Memphis (Tennessee). Il rencontre la Three 6 Mafia et le Hypnotize Camp Posse à travers un ami. Il se met ensuite à travailler pour eux au niveau de la promotion, puis la Three 6 Mafia lui donne sa chance en tant que rappeur en lui accordant un couplet sur l'album Murder She Spoke de La Chat, sorti en 2001. Il rappe sous le pseudonyme Frayser Boy,.
Il sort son premier album Gone on That Bay en 2003 sur le label Hypnotize Minds. AllMusic estime alors que Frayser Boy est « en voie de devenir une nouvelle icône rap ». Selon le site RapReviews, bien que l'album soit salué par les fans de hip-hop underground, il échoue à attirer l'attention au-delà du sud des États-Unis.
En 2005, il participe à l'écriture de la chanson It's Hard out Here for a Pimp pour la bande originale du film Hustle and Flow. La même année, il sort son second album, Me Being Me. L'album a pour single la chanson I Got Dat Drank avec Mike Jones et Paul Wall. Le travail de production de DJ Paul et Juicy J est salué par la critique. RapReviews site lui attribue une note de 7/10 et AllMusic lui attribue une note de 3,5/5,.
En 2006, il remporte avec la Three 6 Mafia l'Oscar de la meilleure chanson originale pour It's Hard out Here for a Pimp. Il donne par la suite son Oscar au Memphis Music Hall of Fame,.
Il sort son dernier album chez Hypnotize Minds en 2008 puis rejoint le label Wyte Music,.
En 2014, dix ans après l'avoir annoncé, il sort l'album B.A.R. (Bay Area Representatives) en collaboration avec Lil Wyte. L'album accueille comme invités MJG, Gangsta Boo, La Chat et Jelly Roll. Le journaliste Sylvain Bertot estime que les deux rappeurs se complètent bien. La même année, Frayser Boy sort également l'album Not No Moe. Pour RapReviews, l'album « ne va pas révolutionner le monde du rap ». Le site lui décerne une note de 5,5/10.